# Liste der Bodendenkmale in Olbersdorf
In der Liste der Bodendenkmale in Olbersdorf sind die Bodendenkmale der Gemeinde Olbersdorf und ihrer Ortsteile nach dem Stand der Auflistung von Harald Quietzsch und Heinz Jacob aus dem Jahr 1982 aufgelistet. Eventuelle Änderungen und Ergänzungen, insbesondere aus der Zeit nach der Wende, sind nicht berücksichtigt, da für Sachsen aktuell keine neueren allgemein zugänglichen Bodendenkmallisten vorliegen. Die Baudenkmale sind in der Liste der Kulturdenkmale in Olbersdorf aufgeführt.
| Denkmal-ID | Fundart          | Ortsteil   | Bezeichnung | Zeitstellung    | Lage                    | Bemerkungen | Bild |
| ---------- | ---------------- | ---------- | ----------- | --------------- | ----------------------- | ----------- | ---- |
| ?          | besonderer Stein | Olbersdorf | Steinkreuz  | Spätmittelalter | August-Bebel-Straße 139 |             |      |